# Fântânele (gmina w okręgu Suczawa)
Fântânele – gmina w Rumunii, w okręgu Suczawa. Obejmuje miejscowości Fântânele, Bănești, Cotu Dobei, Slobozia i Stamate. W 2011 roku liczyła 4848 mieszkańców.